# لینود
لینود (انگلیسی: Linode) یک شرکت ارائه دهنده سرور مجازی خصوصی آمریکایی که در گالووی، نیوجرسی، ایالات متحده آمریکا مستقر است.